# Groß Miltzow
Groß Miltzow est une commune rurale allemande de l'arrondissement du Plateau des lacs mecklembourgeois, dans le Mecklembourg-Poméranie-Occidentale, qui fait partie du canton de Woldegk. Sa population comptait 1 160 habitants au 31 décembre 2010.

## Municipalité
La commune regroupe, outre le village de Groß Miltzow, les villages de Badresch, Golm, Holzendorf, Klein Daberkow, Kreckow (avec son ancien manoir et ses écuries), Lindow (dont le petit manoir tombe en ruines) et Ulrichshof.

## Illustrations

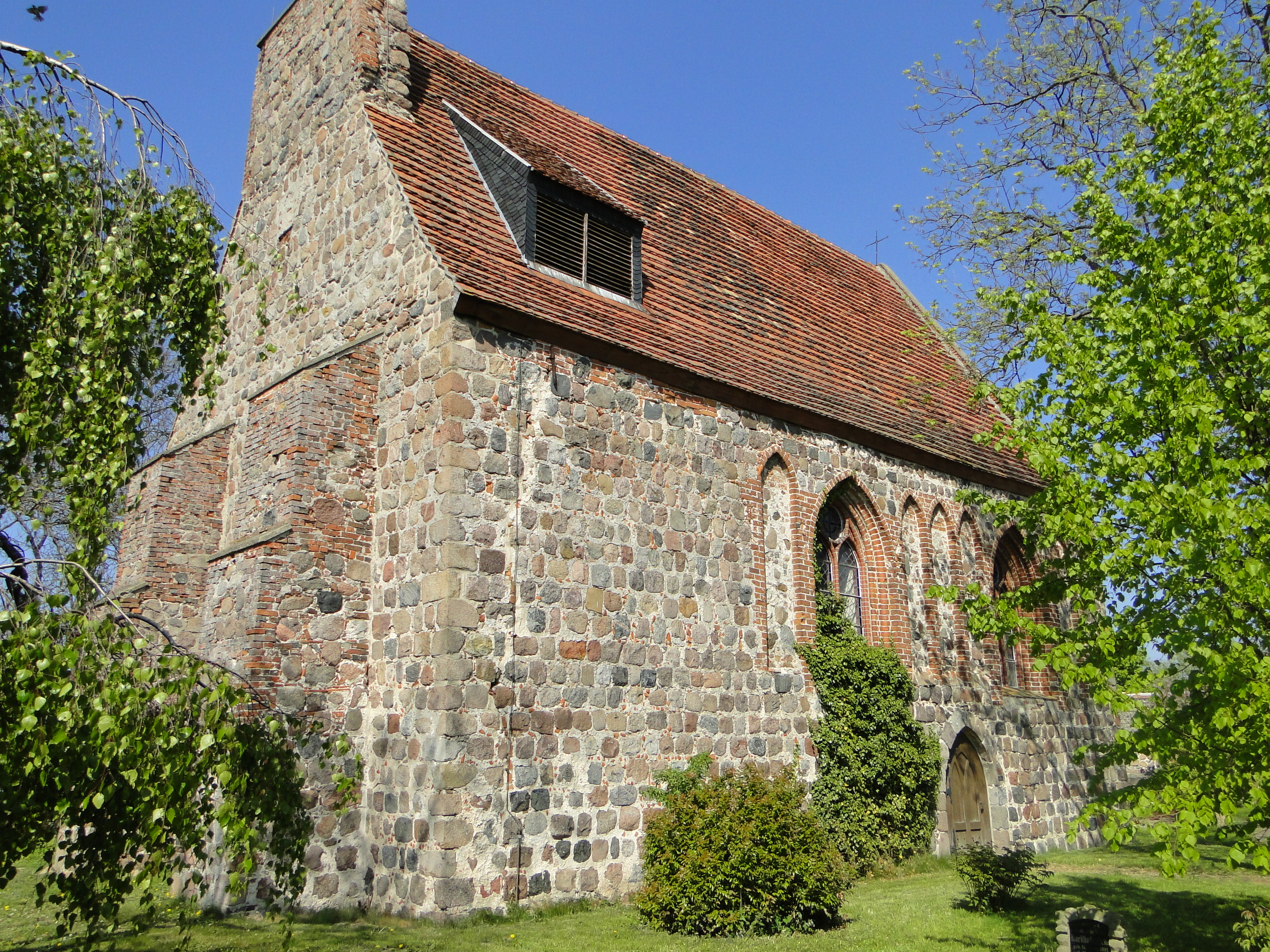
Vue de l'église de Lindow
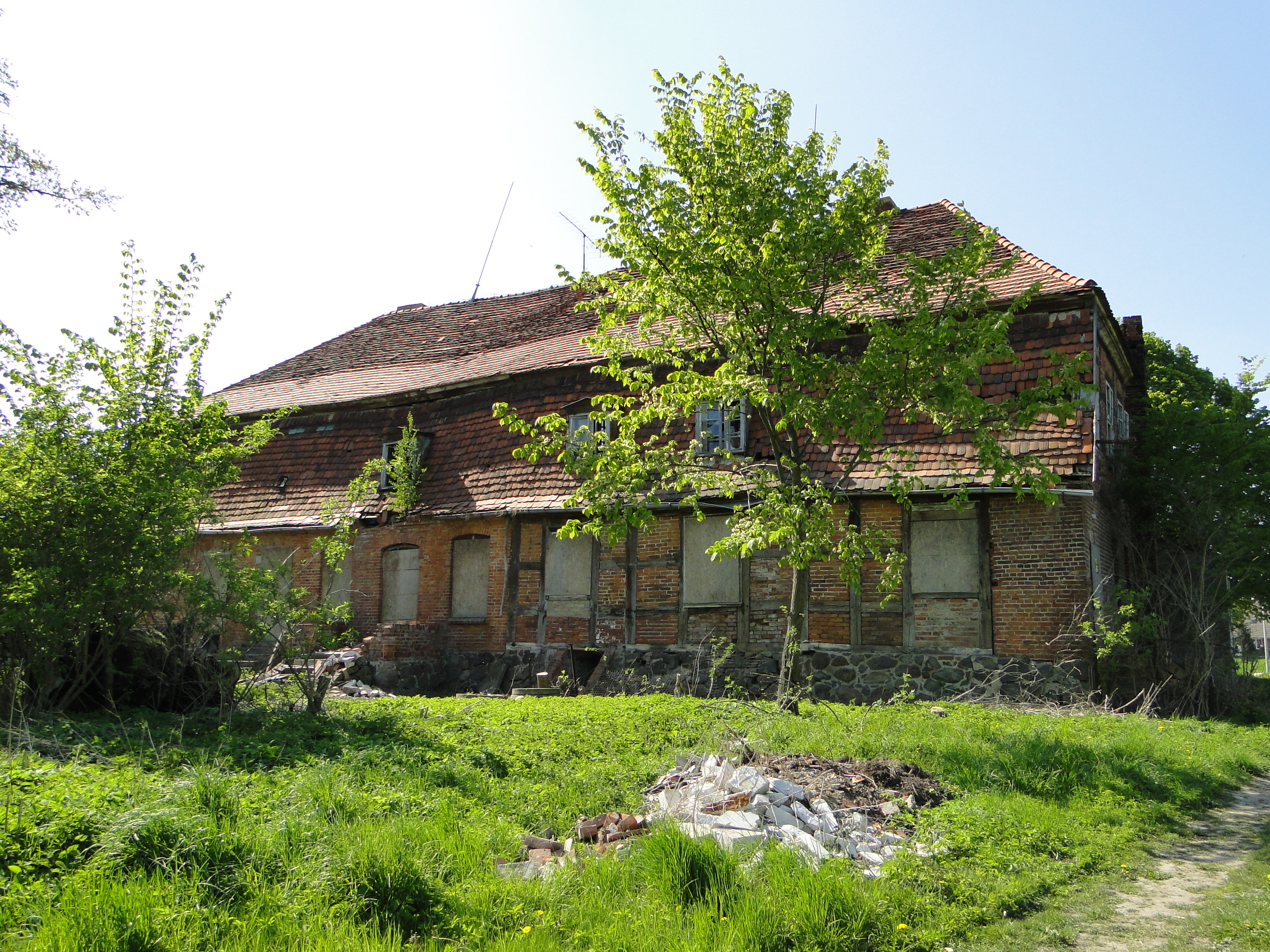
Ruines du manoir de Lindow
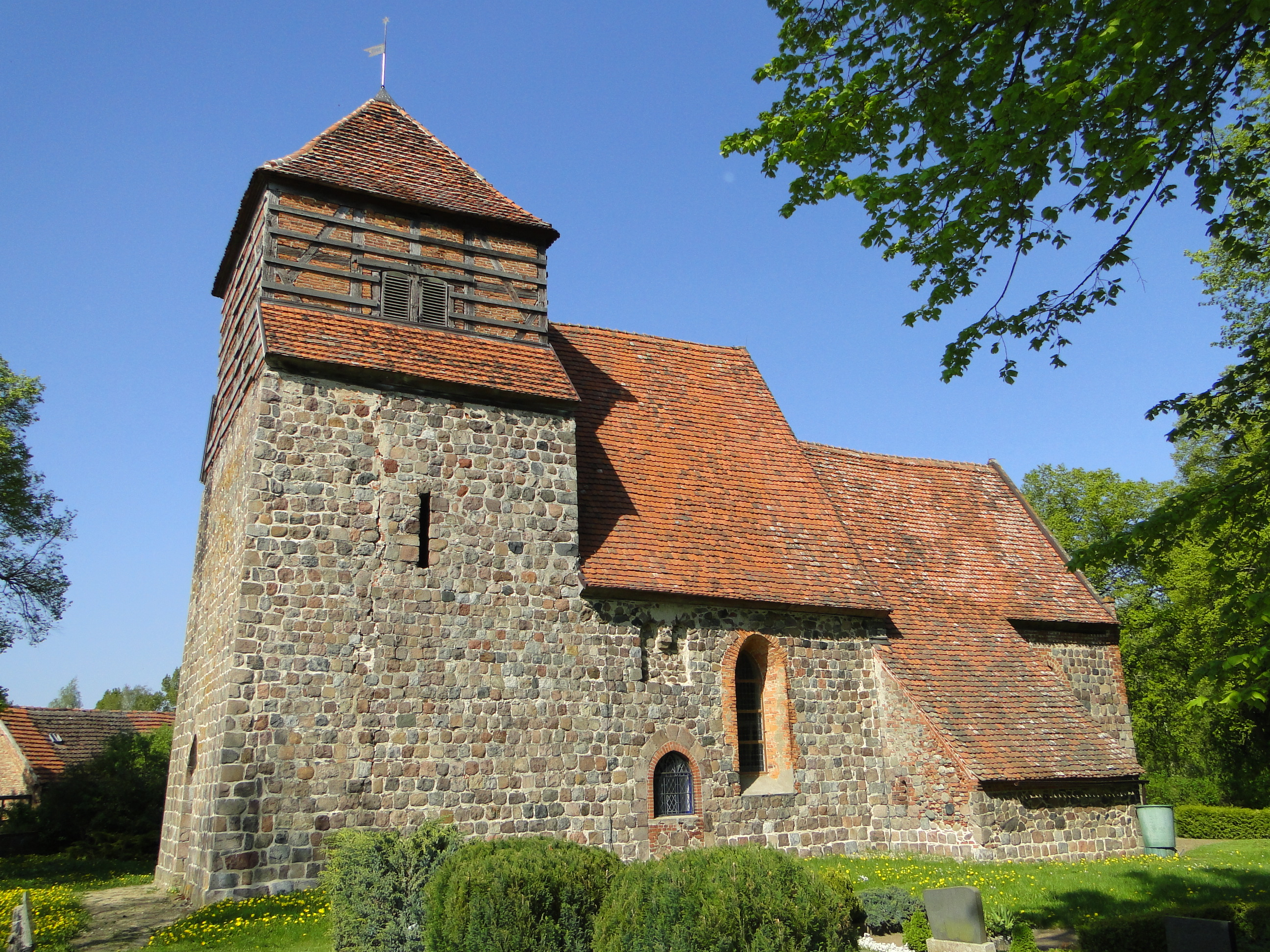
Vue de l'église de Badresch
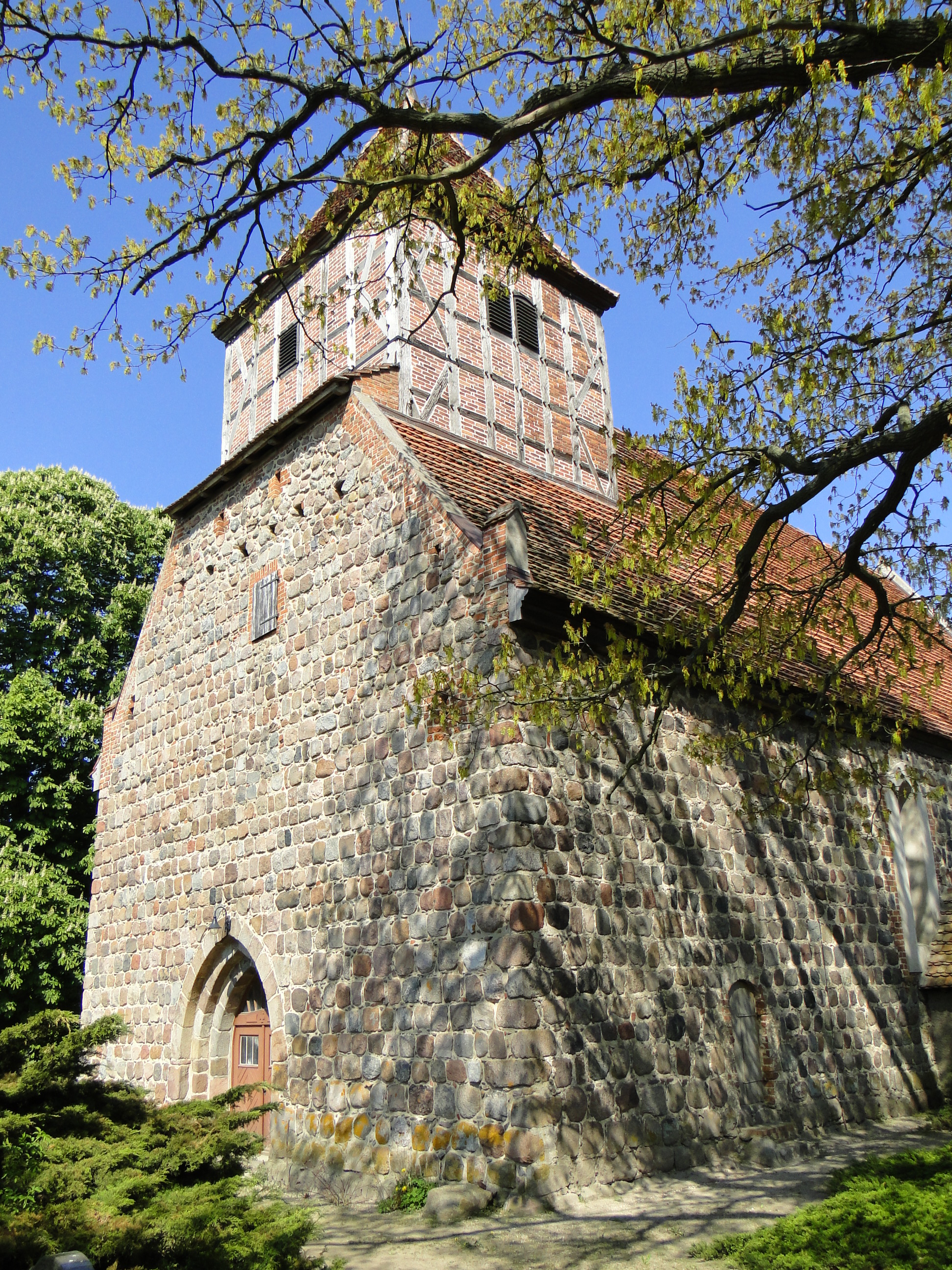
Vue de l'église de Golm
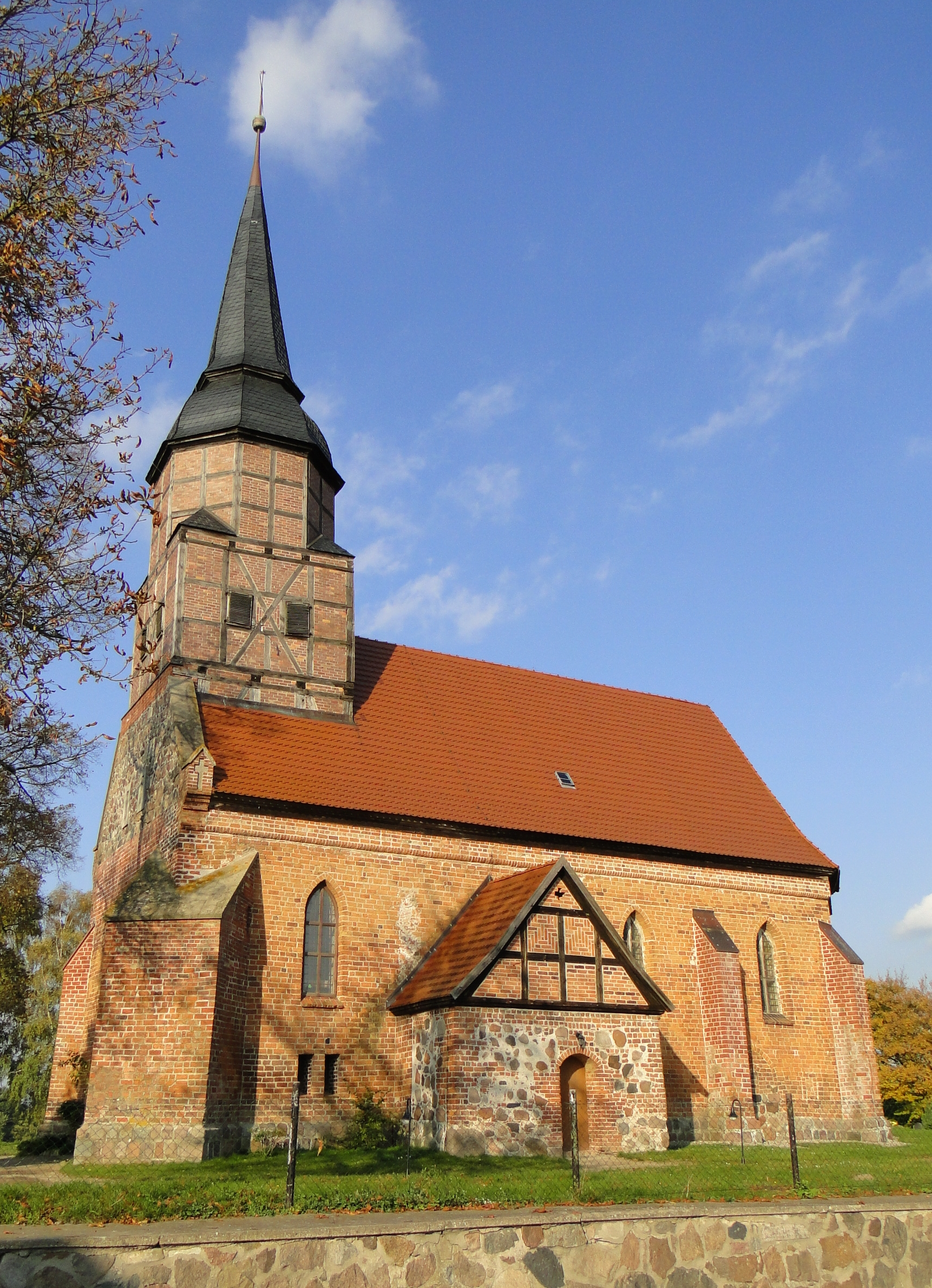
Vue de l'église d'Holzendorf